# Leonardo Alagon
Leonardo Alagon, anche Alagón o de Alagón (Oristano, 1436 – Xàtiva, 1494), fu l'ultimo marchese di Oristano (1470-1478).

## Biografia

L'arme del marchesato di Oristano

Nel 1470, a seguito della scomparsa del marchese di Oristano Salvatore Cubello (discendente in linea maschile dal giudice Ugone II di Arborea), la titolarità del feudo passò all'erede designato con atto testamentario, il nipote Leonardo Alagon, primogenito (di otto figli) della sorella Benedetta Cubello e del nobile Artaldo Alagon y Luna, signore di Pina de Ebro, Sástago e di altri paesi. Già Artaldo, che discendeva dai primi “ricos hombres” aragonesi, si ribellò alla Corona: nel 1410 al comando di quattro navi con Cassiano Doria, espugnò Longone difeso dagli aragonesi. Il marchese Leonardo sposò Maria Linan de Morillo, dalla quale nacquero quattro maschi, che non ebbero eredi, e due femmine.

### Marchese di Oristano e conte del Goceano
Questa successione, mal vista a causa del comportamento ribelle del padre Artaldo, fu contrastata militarmente dal viceré di Sardegna, Nicolò Carroz d'Arborea, signore di Mandas e di Terranova Pausania, che aspirava al possesso di quel vasto territorio, asserendo che il testamento non poteva aver alcun valore, in quanto il re aveva già deciso che alla morte del Cubello il marchesato di Oristano e la contea del Goceano sarebbero stati incorporati nella Corona d'Aragona. Il primo scontro avvenne il 14 aprile 1470 nei pressi di Uras, dove prevalse l'Alagon, mentre Carroz dovette ritirarsi a Cagliari.
Nel 1474, con il trattato di pace di Urgell, il re Giovanni II d'Aragona (detto Il Grande), riconobbe a Leonardo Alagon il diritto di successione, ma la condotta provocatoria del Carroz fece riesplodere la guerra. Il viceré non osò affrontare il rivale in campo aperto , andò a Barcellona e convinse il sovrano a procedere contro il marchese con l'accusa di lesa maestà e fellonia e la conseguente confisca dei feudi e pena di morte. Con decreto del 1477 il re estese quindi la condanna all'intera famiglia Alagon.
Il conflitto si estese anche alle zone settentrionali, dove all'Alagon erano stati promessi aiuti da parte dei genovesi e del duca di Milano, che però non arrivarono. Invece il Carroz ottenne truppe bene armate dalla Sicilia e da Napoli.

### La battaglia di Macomer
Il 19 maggio 1478 l'esercito oristanese fu definitivamente sconfitto nella battaglia di Macomer. Leonardo, prima della disfatta, abbandonò il campo di battaglia e con i fratelli, i figli ed il visconte di Sanluri fuggì a Bosa da dove si imbarcò su una nave con l'intento di raggiungere la Corsica.
A causa di un tradimento la nave invertì la rotta verso la Sicilia, dove Alagon e i suoi furono consegnati all'ammiraglio Villamarin, il quale, anziché consegnarli al viceré di Sicilia, li condusse a Barcellona.

### Prigionia e morte del marchese

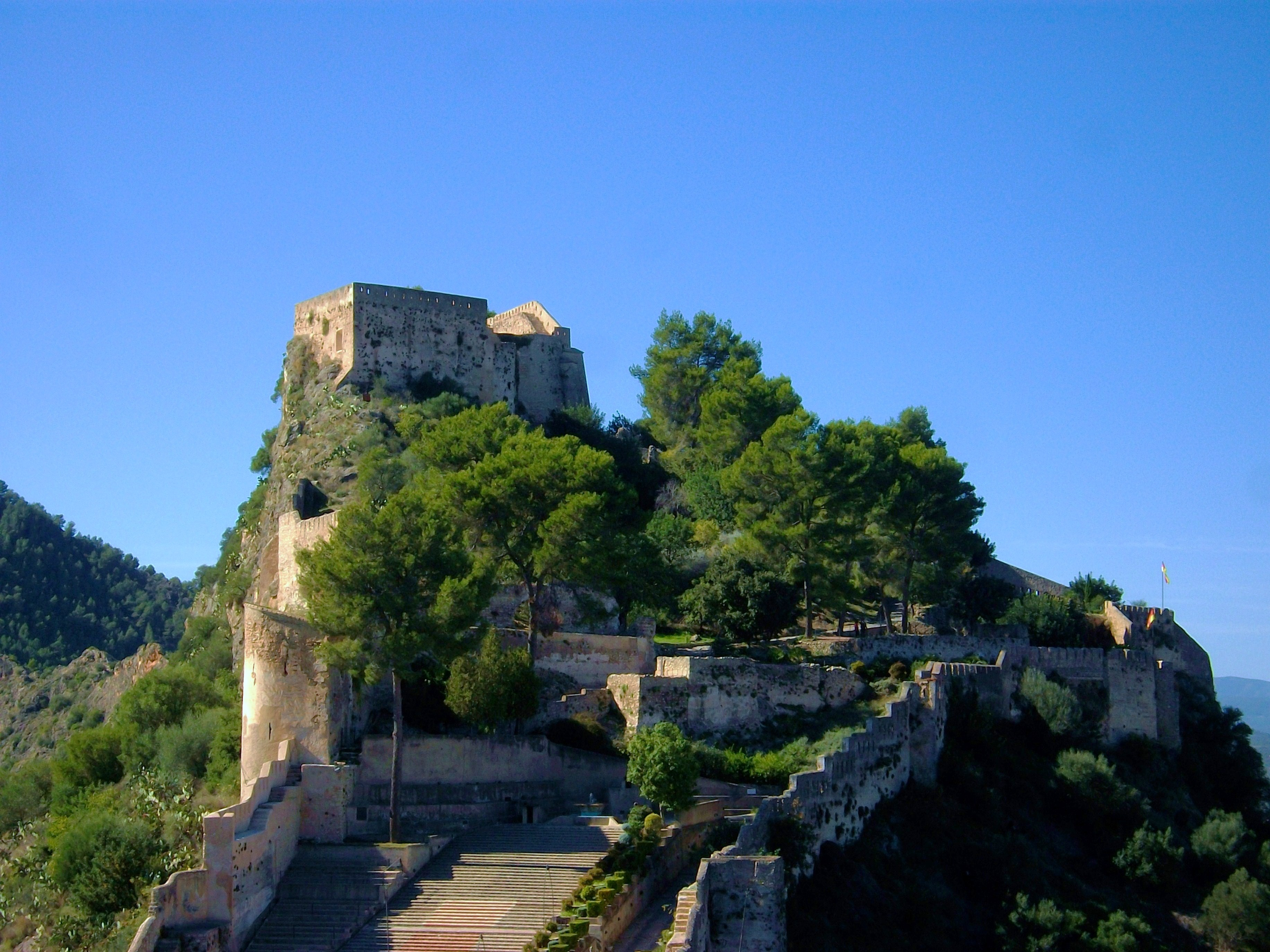
Il castello di Xàtiva

Successivamente furono incarcerati nel castello valenzano di Xàtiva, dove Leonardo e Giovanni de Sena, visconte di Sanluri, morirono nel 1494. Secondo lo scrittore Pietro Carboni, la loro morte fu causata da afflizione e profondo dolore morale per le tristi vicende vissute: furono sepolti nel cimitero sotterraneo della rocca di Xàtiva.
I congiunti del marchese furono invece liberati per ordine del re, ma non poterono ritornare in Sardegna. A partire dal 1481 il marchesato oristanese passò, dunque, alla Corona e venne governato da un funzionario regio.
Uno dei figli di Leonardo, Salvatore, riuscì comunque a rientrare nell'isola e, per il matrimonio con Isabella Bejora Sivilleri, accedere al rango di conte di Villasor: i discendenti avranno il titolo di marchese. La casa-fortezza degli Alagon è tuttora il monumento più interessante di Villasor. Dal fratello di Leonardo, Francesco, continueranno molte generazioni.
Lo stemma degli Alagon era così illustrato: "d'oro o d'argento a sei palle di nero"; il marchese Leonardo vi aggiunse "l'albero di verde sradicato" dei giudici di Arborea.
La disfatta del marchese Leonardo è considerata come il definitivo fallimento dell'ultimo tentativo di ricostituire in Sardegna un'entità statale indipendente. La successione dell'Alagon rappresentava un elemento di continuità del giudicato d'Arborea e questo non era gradito alla corona d'Aragona. Secondo il cronista aragonese Geronimo Zurita, infatti, il sovrano aragonese non approvava che alla morte del Salvatore Cubello, privo di eredi diretti, gli subentrasse il nipote, ritenuto dunque responsabile degli eventi bellici che si sarebbero verificati e della conseguente sconfitta. Il titolo di marchese di Oristano fu assunto dal re d'Aragona, poi dai sovrani di Spagna, di Sardegna e d'Italia.